# Gerard Jacobs (pastoor)
Gerardus (Gerard) Jacobs (Deurne, circa 1624 - Deurne, 25 mei 1684) was pastoor te Deurne tijdens de 17e eeuw.

## Biografie
Jacobs werd te Deurne geboren als zoon van de Astenaar Hendrick Jan Jacobs en diens echtgenote Jenneke Aert Roijmans. Gerards moeder behoorde tot de Deurnese dorpselite, die al generaties lang bestuurders en pastoors leverde. Zo was de oom van Gerard, Antonius Roijmans, pastoor van Deurne en Bakel tussen 1611 en 1640 en vervulden Gerards grootvader Aert Roijmans en overgrootvader Antonius Roijmans het ambt van schepen.
Gerard kon studeren op kosten van zijn oom, de zojuist genoemde pastoor Antonius Roijmans. Op 31 december 1641 werd hij ingeschreven aan de universiteit te Leuven als student in de artes aan de pedagogie de Valk. Op 19 november 1643 promoveerde hij tot licentiaat in de kunsten.
Na zijn studie werd hij tot pastoor in Deurne benoemd, en zorgde voor een bedehuis op de Grotenberg aan de oostzijde van de grens met het huidige Limburg, waar godsdienstvrijheid bestond.

## Vernoeming
In Deurne werden de Pastoor Jacobsstraat en algemene begraafplaats Jacobshof naar hem vernoemd.